# Coelorinchus hige
Coelorinchus hige es una especie de pez de la familia Macrouridae en el orden de los Gadiformes.

## Hábitat
Es un pez de aguas  subtropicales.

## Distribución geográfica
Se encuentra en el Japón.